# پردارشکارگران
پردارشکارگران (به لاتین: Pennaraptora) (واژهٔ لاتین penna به معنی "پر پرنده" + raptor به معنی "دزد" یا "قاپ‌زن"، از واژهٔ rapere "snatch") یک کلاد است که به عنوان جدیدترین نیای مشترک خاگ‌دزد (Oviraptor philoceratops)، دینونیکوس (Deinonychus antirrhopus) و گنجشک خانگی و تمام فرزندان آن، توسط Foth و همکاران (۲۰۱۴) تعریف شده‌است.

کلاد "Aviremigia" به همراه چندین کلاد دیگر مبتنی بر جداریختی مربوط به پرندگان توسط ژاک گوتیه و کوین دو کیروش در مقاله‌ای در سال ۲۰۰۱ به صورت مشروط پیشنهاد شد. تعریف پیشنهادی آن‌ها برای این گروه این بود: «کلاد منشأ گرفته از اولین پرنده‌گردنان با … شاهپرهای بال و دم، یعنی بزرگ‌شده، محور پر سفت، پره‌های بسته (= ریشک‌های دارای قلاب)، پرهای قلمی برخاسته از صفحه پیش‌اندامی و دم».